# Niccolò Ghedini
Niccolò Ghedini, né le 22 décembre 1959 à Padoue (Vénétie) et mort le 17 août 2022 à Milan (Lombardie), est un avocat et homme politique italien, avocat personnel de Silvio Berlusconi et coordonnateur de Forza Italia en Vénétie.